# 賀陽文憲
賀陽 文憲（かや ふみのり、1931年〈昭和6年〉7月12日 - 2021年〈令和3年〉2月16日）は、日本の旧皇族。賀陽宮恒憲王の第4王子。皇籍離脱前の名・身位は文憲王（ふみのりおう）。

## 略歴
1931年（昭和6年）7月12日誕生。1947年（昭和22年）10月14日、11宮家の皇籍離脱が行われた際、王も皇籍を離脱、賀陽 文憲（）となる。学習院大学卒業後、髙島屋に勤務した。
伏見宮家の現当主である伏見博明と大韓帝国最後の皇太子と言われた李垠とは、学習院時代の学友である。

## 栄典
- 1940年（昭和15年）8月15日 - 紀元二千六百年祝典記念章[2]

## 血縁
- 父：賀陽宮恒憲王
- 母：恒憲王妃敏子
- 兄弟：邦寿王 - 美智子女王 - 治憲王 - 章憲王 - 文憲王 - 宗憲王 - 健憲王